# Provalenciennesia
Provalenciennesia is een geslacht van uitgestorven weekdieren uit de klasse van de Gastropoda (slakken).

## Soorten
- Provalenciennesia arthaberi (Gorjanović-Kramberger, 1901) †
- Provalenciennesia boeckhi (Halaváts, 1887) †
- Provalenciennesia langhofferi (Gorjanović-Kramberger, 1901) †
- Provalenciennesia limnaeoidea (Gorjanović-Kramberger, 1901) †
- Provalenciennesia pauli (Hoernes, 1875) †
- Provalenciennesia poljaki Gorjanović-Kramberger, 1923 †
- Provalenciennesia schafarziki (Gorjanović-Kramberger, 1901) †